# Stigmathe
Gli Stigmathe erano una band hardcore punk italiana, nata a Modena nel 1979.

## Storia del gruppo
Fabrizio Bucciarelli (Fabri), che aveva già anni di collaborazioni nelle varie formazioni modenesi, aveva deciso di formare una propria band e, lasciati i ruoli di batterista e chitarrista, voleva occuparsi solo di cantare e scrivere testi e musiche.
Dal 1979 al 1981 la formazione fu la seguente: Fabri alla voce, Chiara al basso, Lucia e Daniele alla chitarra, Tamburo alla batteria. Le atmosfere sonore erano quelle legate all'influenza post punk di Killing Joke, PIL, Joy Division ma testi visionari e intimisti sempre rigorosamente cantati in lingua italiana.
Dal 1982 al 1983 Fabri si appassionò sempre più ad una estremizzazione musicale e dei testi fortemente politicizzati e passò ad un Punk minimale sempre più veloce e caratterizzato da sonorità Hardcore di stampo britannico, a tratti miscelate con influenze Reggae. Il resto della formazione non sembrava particolarmente interessata a questa scelta radicale e la prima formazione si sciolse o, meglio, entrò in una fase di stasi dove il cantante decise di rinnovare quasi totalmente la line-up. La notte del 31 dicembre 1982 decise, assieme al nuovo bassista Luca fratello del DJ Vanni Neri di Rocca Radio, poi di Antenna Uno Rock Station, poi di K-Rock, di rinnovare completamente la formazione mantenendo il nome originale della band. I primi tre concerti del 1983 videro l'apporto del batterista Bonzo.
La formazione così rinnovata rimase fino alla fine del 1986 e fu composta da Fabri Fabrizio Bucciarelli (Voce), Gianluca Artioli (Chitarra), Luca Neri (Basso) e Enrico Sirotti (Batteria). La prima produzione fu una cassetta dal titolo Hardcore Vivo, registrata durante un concerto a Modena e di pi a poco esce il primo EP Suoni puri della libertà. Iniziarono una lunga serie di concerti e fra cui molte date al Virus di Milano grazie all'apprezzamento e interessamento di altre band quali Wretched e Crash Box. Innumerevoli i concerti tenuti in tutta Italia sia all'interno di aree autogestite, sia in normali Live da soli o assieme ad altre formazioni.
Nel 1984 vengono inclusi nell'album compilazione Raptus Negazione e Superamento, curato da Giulio Tedeschi e prodotto dalla Meccano Records. L'album è considerato oggi come "una delle raccolte simbolo della primissima generazione hardcore italiana".
Nel 1985 pubblicano, sempre per la Meccano Records, il loro secondo EP dal titolo Lo sguardo dei morti.
Dopo la dipartita del chitarrista, Fabri tornò a suonare la chitarra trasformando Stigmathe in formazione a tre ma dopo il concerto veronese assieme agli americani D.O.A. decisero di cercare un altro che potesse coadiuvarlo alla chitarra.
La band si sciolse definitivamente alla fine del 1986.

### Dopo le Stigmathe
Fabrizio Bucciarelli fonda il gruppo Avant-garde metal Anubi assieme a Claudio Cavani.
Negli anni a venire il gruppo fu inserito in molte compilazioni commemorative della scena hardcore punk fra cui Proiettili - Italian Punk Waves 1977-1987 e Hate / Love.
Il primo EP degli Stigmathe viene inserito in un articolo di Marco Garripoli su Audiodrome, dal titolo L'hardcore punk in Italia: dieci dischi fondamentali, definendolo come "una delle prime testimonianze viniliche della nuova scena hardcore nazionale".

## Curiosità
- Fabri ha scritto tutti i testi e tutte le musiche tranne " Lo Sguardo dei Morti", la title track del secondo Ep, dove ha contribuito solo con il testo.

## Formazione
- Fabri Fabrizio Bucciarelli - voce
- Gianluca Artioli - chitarra
- Luca Neri - basso
- Enrico Sirotti - batteria

## Discografia
- Hardcore Vivo, (Cassetta S-side, autoprodotto, 1983)
- Suoni puri dalla libertà, (EP, autoprodotto, 1983)
- Lo sguardo dei morti, (EP, Meccano Records, 1985)

### Greatest hits
- Fronte Di Nervi, (LP, SOA Records, 2012)

### Compilation
- Stop Repression (Cassetta, (Kaos Tapes, 198?)
- Parfum da mort (Cassetta, UKR, 1984)
- Raptus Negazione e Superamento, (LP Compilation, Meccano Records, 1984)
- Nobody's Perfect (7" EP, Leukemia Records, 1985)
- Prima Della Seconda Repubblica, (Cassetta compilation, Provincia Attiva, 1994)
- Proiettili - Italian Punk Waves 1977-1987, (CD Compilation, Rock Impresa, 1999)
- Hate / Love, (2xLP Compilation, LoveHate80, SOA Records, Mele Marce Records, 2005)
- Punk Made In Italy, (Cassetta compilation, Pattume & Rivolta Records)
- Furious Italian Hardcore, (2xCD Compilation, ST-Records)
- Lasta-EP II, (7", ST-Records)
- [./Https://chikarapunk.bandcamp.com/album/stigmathe-chikara-split Archiviato il 26 novembre 2021 in Internet Archive. Stigmathe / CHIKARA SPLIT] (2021)

### Documentari
- Italian Punk Hardcore: 1980-1989 di Angelo Bitonto, Giorgio S. Senesi e Roberto Sivilia (2015)